# Ernst Baur
Ernst Baur (* 2. September 1889 in Hechingen; † 29. November 1966 in Grünwald) war ein deutscher Schriftsteller.

## Leben
Ernst Baur war nach dem Studium der Germanistik und Romanistik in seinen frühen Jahren als Gymnasiallehrer in Düsseldorf tätig; später lebte er im oberbayerischen Grünwald. Baur war der Vater des Komponisten
Jürg Baur und verfasste neben seiner Lehrertätigkeit erzählende Werke und Theaterstücke.

## Werke
- Die Magdalenerin, Veduka-Verlag Dillingen, 1923
- Der Frühmesser von Sernatingen, Verlag O. Wöhrle Konstanz, 1924, Biographie über Johann Hüglin
- Gnade, Verlag J. Belz Langensalza [u. a.], 1937
- Johannisfeuer, Verlag Kohlhammer Stuttgart, 1940
- Konrad Widerhold, Stuttgart 1941
- Fähnrich d'Estrée und andere Erzählungen, Verlag Kohlhammer Stuttgart, 1942
- Aus der Vergangenheit, Verlag Kohlhammer Stuttgart, 1944
- Johann Gottfried Herder, Editorial Tecnos, Madrid, Stuttgart 1968
- Der Weg der deutschen Dichtung, Klett-Verlag Stuttgart, 1963